# Кемпбелл (округ, Південна Дакота)
Шаблон:StateAbbr_ 45°46′ пн. ш. 100°03′ зх. д. / 45.76° пн. ш. 100.05° зх. д.
Округ Кемпбелл (англ. Campbell County) — округ (графство) у штаті Південна Дакота, США. Ідентифікатор округу 46021.

## Історія
Округ утворений 1883 року.

## Демографія
За даними перепису
2000 року
загальне населення округу становило 1782 осіб, усе сільське.
Серед мешканців округу чоловіків було 894, а жінок — 888. В окрузі було 725 домогосподарств, 508 родин, які мешкали в 962 будинках.
Середній розмір родини становив 3,02.
Віковий розподіл населення поданий у таблиці:
| Стать    | До 15 років | 15-21 | 22-29 | 30-39 | 40-49 | 50-65 | 65-85 | Понад 85 |
| -------- | ----------- | ----- | ----- | ----- | ----- | ----- | ----- | -------- |
| Чоловіки | 191         | 74    | 43    | 129   | 138   | 144   | 161   | 14       |
| Жінки    | 175         | 73    | 37    | 110   | 122   | 152   | 185   | 34       |

## Суміжні округи
- Еммонс, Північна Дакота — північ
- Макінтош, Північна Дакота — північний схід
- Макферсон — схід
- Волворт — південь
- Корсон — захід

## Виноски
1. ↑  US Decennial Census. US Census Bureau. Архів оригіналу за 26 квітня 2015. Процитовано 23 березня 2015.
2. ↑  Historical Census Browser. University of Virginia Library. Архів оригіналу за 11 серпня 2012. Процитовано 23 березня 2015.
3. ↑  Forstall, Richard L., ред. (27 березня 1995). Population of Counties by Decennial Census: 1900 to 1990. US Census Bureau. Архів оригіналу за 28 грудня 2008. Процитовано 23 березня 2015.
4. ↑  Census 2000 PHC-T-4. Ranking Tables for Counties: 1990 and 2000 (PDF). US Census Bureau. 2 квітня 2001. Архів оригіналу (PDF) за 18 грудня 2014. Процитовано 23 березня 2015.
5. ↑  State & County QuickFacts. Бюро перепису населення США. Архів оригіналу за 7 червня 2011. Процитовано 26 листопада 2013.(англ.) Наведено за англійською вікіпедією.
6. ↑  American FactFinder. Бюро перепису населення США. Архів оригіналу за 29 липня 2011. Процитовано 31 січня 2008.

| США | Це незавершена стаття з географії США. Ви можете допомогти проєкту, виправивши або дописавши її. |